# Prix Voies Off
Le Prix Voies Off récompense chaque année depuis 1996, un talent émergent de la photographie, pendant les Rencontres d'Arles au début du mois de juillet.
Ce concours est ouvert à tous les photographes amateurs, étudiants, professionnels ou semi-professionnels du monde entier. 60 photographes parmi les candidats sont sélectionnés et leurs travaux projetés lors des Nuits de Projection du Festival Voies Off, dans la cour de l'Archevêché à Arles, pendant la semaine professionnelle des Rencontres d'Arles.
Depuis 2013, la Société des auteurs des arts visuels et de l'image fixe (SAIF), partenaire du festival Voies Off, choisit parmi les candidats sélectionnés pour le Prix Voies Off, celui qu'elle considère comme la révélation de l'année et lui attribue le Prix Révélation SAIF.

## Lauréats
- 1996 : Antoine d'Agata -  France
- 1997 : non attribué
- 1998 : Stephan Girard –  France pour
- 1999 : Marcello Simeone -  Italie pour "Lost in Heaven"
- 2000 : Wilfrid Estève -  France pour "Survivre après l’horreur"
- 2001 : Gérard Pétremand -  Suisse pour "Topiques"
- 2002 : Nina Schmitz -  Allemagne pour "Lovestories"
- 2003 : Olivier Metzger -  Suisse pour "Data"
- 2004 : Vincent Debanne -  France pour "Les troupes de la Défense "
- 2005 : ex æquo Joakim Eneroth -  Suède et Josef Schulz -  Allemagne pour "Without And & Sachliches"
- 2006 : Lætitia Tura -  France pour "Linewatch"
- 2007 : Mohamed Bourouissa -  France pour "Périphérique"
- 2008 : Sunghee Lee -  Corée du Sud pour "Empty billboard"
- 2009 : Mirko Martin -  Allemagne pour "L.A Crash"
- 2010 :  Lisa Wiltse -  Bolivie pour "Mennonites of Manitoba"
- 2011 : Sanne Peper -  Pays-Bas pour "Black Noise, A Trinity Trilogy "
- 2012 : Christian Kryl -  Allemagne pour "Top of the world"
- 2013 : Boris Eldagsen -  Allemagne pour "Poems"
- 2014 : Henk Wildschut -  Pays-Bas pour "Food"
- 2015 : Michel Le Belhomme -  France pour "Les Deux Labyrinthes"
- 2016 : Daesung Lee -  Corée du Sud pour "Futuristic archéology"
- 2017 : Arko Datta -  Inde pour Will my mannequin be home when I return
- 2018 : Liza Ambrossio -  Mexique pour "The Rage of Devotion"
- 2019 : Sanne de Wilde & Bénédicte kurzen - Modèle:France & Belgique pour "Land of Ibeji"